# Antarchaea sacraria
Antarchaea sacraria là một loài bướm đêm trong họ Noctuidae.